# Telenomus longiabdominalis
Telenomus longiabdominalis is een vliesvleugelig insect uit de familie van de Scelionidae. De wetenschappelijke naam van de soort is voor het eerst geldig gepubliceerd in 1978 door Szabó.